# UYAMUYA
UYAMUYA（うやむや）は、日本の声優ユニットである。

## 来歴
『君のぞらじお』の番組内番組『ラジオすかいてんぷる』のパーソナリティーである浅井清己と吉住梢によるユニット。名前はリスナーから募集し、君が望む永遠で2人が担当したキャラクター「大空寺あゆ」と「玉野まゆ」のコンビ名である「あゆまゆ（AYUMAYU）」をローマ字にして逆さ読みしたものとなった。

## ディスコグラフィ

### シングル
| 枚  | 発売日         | タイトル         | 型番      | オリコン 最高位 |
| --- | -------------- | ---------------- | --------- | --------------- |
| 1st | 2004年12月29日 | コワしてGOOD JOB | LACM-4172 |                 |
| 2nd | 2006年3月8日   | 日常☆CRASHER     | LACM-4244 |                 |
| 3rd | 2006年11月22日 | 恋の爆弾でいと   | LACM-4315 |                 |